# ماركوس فالوبا
ماركوس أنطونيو فالوبا المعروف باسم ماركوس فالوبا (مواليد 2 أبريل 1949) مدرب كرة قدم برازيلي. فالوبا الذي لعب لبالميراس وساو كايتانو مستشار مؤهل ومدرب معتمد من قبل الفيفا. بعد أن تخرج بحصوله على درجة البكالوريوس في الرياضة والتربية البدنية فقد حصل فالوبا على درجة الماجستير في كرة القدم من جامعة ساو باولو ورخصة التدريب الاحترافية من الاتحاد الأوروبي لكرة القدم. لديه أكثر من خمسة وثلاثين عاما من الخبرة في كرة القدم.

## السيرة لاعبا
نشأ فالوبا في ساو باولو حيث احترف لعب كرة الصالات من 1961 إلى 1963 قبل أن ينتقل إلى كرة القدم. احترف في بوتافوغو ريغاتاس الرديف في ريو دي جانيرو قبل أن ينتقل إلى نادي ساو كايتانو في دوري الدرجة الأولى حيث لعب من 1970 إلى 1971.

## السيرة مدربا ومديرا تقنيا

### البدايات
بعد تقاعده التحق في جامعة ساو باولو حيث أصبح مدربهم. منذ ذلك الحين زار أكثر من مائة دولة لتعليم كرة القدم. كانت أبرز مهمة تدريب خلال الفترة من 1986 إلى 1988 عندما كان مساعد مدرب منتخب البرازيل لكرة القدم كارلوس ألبرتو سيلفا. في عام 1990 تم تعيينه مدربا لنادي بالميراس. في عام 1995 قرر جاك وارنر التعاقد مع فالوبا للعمل مديرا تقنيا للكونكاكاف.

### جنوب أفريقيا وعمان وميانمار
في 30 أكتوبر 2002 تم تعيينه في منصب المدير الفني لاتحاد جنوب أفريقيا لكرة القدم بعقد لمدة أربع سنوات. ومع ذلك استقال من منصبه في عام 2004.
في 24 يوليو 2005 أصبح مدرب المنتخب العماني تحت 17 سنة بعقد لمدة سنة واحدة. في أبريل 2007 أصبح مدرب منتخب ميانمار لكرة القدم. خلال تواجده توج ميانمار بالبطولة الكبرى الثالثة كأس التحدي الملكي لكرة القدم السداسية التي استضافتها ميانمار في نوفمبر 2008 ثم وصيفا في بطولة ميرديكا الماليزية التاسعة والثلاثين في أغسطس 2007 ودورة ألعاب جنوب شرق آسيا الرابعة والعشرين في تايلاند في ديسمبر 2007. انتهى عقده في ديسمبر 2008.

### إيست بنغال
في 12 يونيو 2013 خلف تريفور مورغان مدربا لنادي إيست بنغال متفوقا على جون فان لون ورودولفو زاباتا. بمساعدة ابنه أمريكو فالوبا مدربا لحراس المرمى ومدرب بدنيا. كانت مهمته الأولى الحفاظ على سلسلة الانتصارات المتتالية في كأس الاتحاد الآسيوي. حاول نادي موهون باغان لكرة القدم المنافس خطفه والتعاقد معه وتعيينه مدير فني لأكاديمية الشباب. الثنائي الأب والابن انضما إيست بنغال في يوليو.
فاز في أول مباراة له ضد نادي سيمين بادانغ الإندونيسي في كأس الاتحاد الآسيوي وبالتالي حافظ على سلسلة انتصارات الفريق.
استقال فالوبا من منصبه في إيست بنغال في 13 نوفمبر 2013 وحل محله أرماندو كولاكو في اليوم التالي.

### باربادوس
عين فالوبا في منصب المدير الفني لمنتخب باربادوس لكرة القدم في عام 2014 وبقي هناك سنة حتى استقالته بعد إلغاء مواجهة محرجة مع منتخب أروبا لكرة القدم في الجولة الثانية من تصفيات كأس العالم لكرة القدم 2018.